# Ибрахим Абдел Хамиду Шарли
Ибрахим Абдел Хамиду Шарли (1907. — 2003) био је египатски фудбалски дефанзивац који је играо за Египат на Светском првенству у фудбалу 1934. Играо је и за Ал-Олимпи из Александрије.